# Blankensee (Osterburg)
Blankensee ist ein Wohnplatz im Ortsteil Wolterslage in der Ortschaft Königsmark der kreisangehörigen Hansestadt Osterburg (Altmark) im Landkreis Stendal in Sachsen-Anhalt.

## Geografie
Blankensee, eine Streusiedlung, liegt am Seegraben Iden (Größe Wässerung), etwa drei Kilometer nordwestlich von Wolterslage und 6 Kilometer nordöstlich von Osterburg im Landschaftsschutzgebiet Altmärkische Wische, einem Niederungsgebiet zwischen den Flüssen Elbe und Biese.
Nachbarorte sind Tornowshof und Dobbrun im Westen, Rethhausen im Osten, Königsmark und Wasmerslage im Südosten, Wenddorf und Meseberg im Süden, sowie Berken im Südwesten.

## Geschichte

### Mittelalter bis Neuzeit
Im Jahre 1446 wurde Blankensee erstmals als zu der Blanckensehe erwähnt, als Ritter Mathias von Jagow ein Lehen dort erhielt und mit des Schulzen Hufe in Meseberg beleht wurde, dy dar lyth zu der Blanckensehe übersetzt etwa: „die am Blankensee liegt“. Heinrich Meseberg verpfändete im Jahre 1466 an Ludwig Tornow, dem Vikar am Alexiusaltar der Stendaler Nikolaikirche, eine jährliche Geldrente to Blankensee. 1687 hieß es Blanckensee, 1804 hieß das Dorf Blankensee.
1873 lag nordöstlich von Blankensee der Hof Neu York, 1902 war dieser nicht mehr auf dem Messtischblatt verzeichnet.

### Herkunft des Ortsnamens
„Blank“ steht für „glänzend“, „blinkend“. Der Ort lag einst an einem See.

### Eingemeindungen
Ursprünglich gehörte das Dorf Blankensee zum Seehausenschen Kreis der Mark Brandenburg in der Altmark. Zwischen 1807 und 1813 lag es im Stadtkanton Osterburg auf dem Territorium des napoleonischen Königreichs Westphalen. Nach weiteren Änderungen gehörte die Gemeinde ab 1816 zum Kreis Osterburg, dem späteren Landkreis Osterburg.
Am 1. April 1936 wurden die Gemeinden Blankensee und Rethhausen aus dem Landkreis Osterburg in die Gemeinde Wolterslage eingegliedert. Blankensee und Rethhausen werden seitdem als Wohnplätze von Wolterslage geführt. Am 25. Juli 1952 wurde die Gemeinde Wolterslage aus dem Landkreis Osterburg in den Kreis Osterburg umgegliedert. Am 1. Januar 1974 wurde die Gemeinde Wolterslage in die Gemeinde Königsmark eingemeindet.
Am 1. Juli 2009 erfolgte der Zusammenschluss der Gemeinde Königsmark mit anderen Gemeinden zur neuen Einheitsgemeinde Hansestadt Osterburg (Altmark). Der Ortsteil Wolterslage mit den Wohnplätzen Blankensee und Rethhausen kam dadurch zur neuen Ortschaft Königsmark und zur Hansestadt Osterburg (Altmark).

### Einwohnerentwicklung
| Jahr | Einwohner |
| ---- | --------- |
| 1734 | 49        |
| 1775 | 33        |
| 1789 | 35        |
| 1798 | 47        |
| 1801 | 38        |

| Jahr | Einwohner |
| ---- | --------- |
| 1818 | 39        |
| 1840 | 43        |
| 1864 | 46        |
| 1867 | [00]49    |
| 1871 | 44        |

| Jahr | Einwohner |
| ---- | --------- |
| 1885 | 38        |
| 1892 | [00]37    |
| 1895 | 35        |
| 1900 | [00]20    |
| 1905 | 26        |

| Jahr | Einwohner |
| ---- | --------- |
| 1910 | [00]30    |
| 1925 | 30        |
| 1930 | [00]21    |

Quelle wenn nicht angegeben:

## Religion
Die evangelischen Christen aus Blankensee sind in die Kirchengemeinde Wolterslage eingepfarrt, die früher zur Pfarrei Königsmark bei Osterburg in der Altmark gehörte. Die Kirchengemeinde Wolterslage wird heute betreut vom Pfarrbereich Königsmark im Kirchenkreis Stendal im Bischofssprengel Magdeburg der Evangelischen Kirche in Mitteldeutschland.

## Kultur und Sehenswürdigkeiten
Der Bauernhof Blankensee Nr. 3 und die Transformatorenstation gegenüber stehen unter Denkmalschutz.